# Norte de Santander
Norte de Santander es uno de los treinta y dos departamentos de la República de Colombia, con capital en Cúcuta. Es una entidad territorial que goza de autonomía para la administración de los asuntos seccionales y la planificación y promoción del desarrollo económico y social dentro de su territorio, tiene una extensión de 22.648 km², que equivalen al 1.91% del territorio nacional, ubicado en la Región Andina, por el noreste.  
Debido a sus recursos naturales y su ubicación geográfica, es un eje económico y comercial del país, así como también se le conoce como un gran productor rural, especialmente en el sector agrícola.

## Toponimia y creación del departamento
Muchas divisiones territoriales se hicieron con anterioridad en Colombia, la mayor parte de ellas durante la presidencia de José Hilario López, el Departamento Norte de Santander fue creado por medio de la Ley 25 el 14 de julio de 1910, el territorio para tal fin se formó a partir de la parte norte del antiguo Estado Soberano de Santander (desde 1886 sólo como departamento de Santander), tomando inicialmente las provincias de Cúcuta, Ocaña y Pamplona, época en que gobernaba la Nación el general Ramón González Valencia.
El nombre de Santander fue dado en honor al héroe de la independencia Francisco de Paula Santander.  Cuando el anterior departamento se dividió en dos, la región más septentrional recibió el distintivo de Norte, con el que quedó oficialmente como Norte de Santander.
Actualmente ambos departamentos conforman la Región de los Santanderes o El Gran Santander. El gentilicio es nortesantandereano.

## Historia
La historia del Norte de Santander está atada en sus inicios como región administrativa a la del departamento de Santander, en vista que ambos formaban una misma vasta región desde 1857 y existía el Estado Soberano de Santander, sin embargo para principios del siglo XX, la presencia de inversionistas y empresarios en la región estaba más orientada a la explotación de hidrocarburos, de los cuales había dos grandes posibilidades como campos en cercanías de Tibú y Barrancabermeja, de las cuales surgieron dos grandes concesiones: la del general Virgilio Barco (Tibú) y la de Roberto Mares (Barrancabermeja), lo que dio más motivos para la separación de ambos departamentos en 1910.

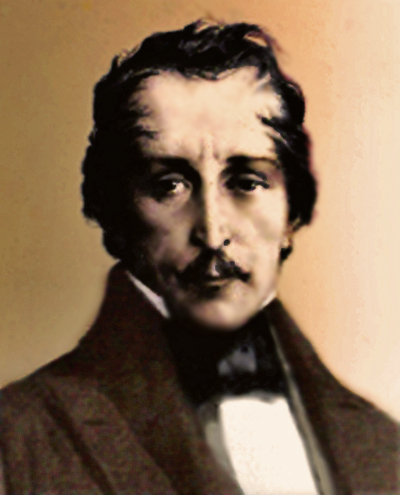
Francisco de Paula Santander.

Norte de Santander es una importante zona histórica en Colombia, tiene escenarios donde ocurrieron eventos importantes entre ellas la Batalla de Cúcuta, ocurrida el 28 de febrero de 1813, donde el apenas Coronel Simón Bolívar inicia su campaña de liberación de Venezuela, el 6 de mayo de 1821, se instalaba el Congreso de 1821 en Villa del Rosario, donde el 30 de agosto de 1821 era proclamada la Constitución de la República de Colombia, dando inicio a la Gran Colombia.
Fue Cúcuta la ciudad donde más tiempo vivió y gobernó El Libertador Simón Bolívar en su estadía en la Nueva Granada. En esta ciudad se encuentra la casa natal del general Santander, además fue epicentro del nacimiento del partido Conservador Colombiano (fundado por el ocañero José Eusebio Caro), el Minuto de Dios, la Fuerza Aérea Colombiana y otros hechos relevantes de la historia nacional.
Los municipios de Pamplona y Ocaña fueron fundados muchisímos años antes. El primero destaca históricamente por ser el punto de partida de varias expediciones que culminaron con la fundación de ciudades como Mérida, San Cristóbal o Bucaramanga. Por su parte Ocaña fue sede de la Gran Convención de 1828, en la cual se pretendió llegar a acuerdos en cuanto a leyes y constitución política, entre ellas reformar la Constitución de Cúcuta o implantar una nueva constitución considerando la que Bolívar ya le había implantado a Perú y Bolivia, sin embargo Bolívar terminó declarándose como dictador, días después de haberse dado por terminada la convención.

### Época precolombina
Durante la época precolombina, el territorio de este departamento estuvo habitado por indígenas chitareros de ascendencia chibcha, y por los Motilones, descendientes de los Caribe, que se refugiaban en la serranía del mismo nombre, donde aún permanecen algunos grupos. Estas dos familias ocuparon las riberas de los ríos Zulia, Tarra y Sardinata.
Actualmente, la región poblada por indígenas Motilones está al norte del río Catatumbo y la de los Tunebos, en las riberas del río Margua. Colonos, los campesinos agricultores y la población urbana son, en su gran mayoría, gente mestiza y blanca.

### Época española
Con la llegada de conquistadores a América, el primer europeo que pisó Norte de Santander fue el alemán Ambrosio Alfinger, quien en 1530 salió de Coro con una tropa de aventureros e invadió territorio oriental e inexplorado de la recién creada gobernación de Santa Marta. Alfínger, en busca de El Dorado, llegó al área de asentamientos indígenas llamada Tamalameque, a orillas del río Magdalena donde mantuvo enfrentamientos y sometió a varias tribus, devastándolas como el caso de la tribu de la nación Chimila. Luego siguió a Girón, en Santander, recorrió de sur a norte la provincia de Ocaña y regresó luego al norte por los Páramos de la extinta provincia de Pamplona para ser asesinado por el indio chimila apodado "Francisquillo" en Chitacomar en las afueras del actual municipio de Chinácota, en un combate con indios Chimilas y Chitareros. Muerto Alfínger, Fedro de San Martín tomó el mando de la tropa y con ella regresó a Coro pasando por el territorio de Cúcuta.
El 1541 Hernán Pérez de Quesada llegó hasta el territorio de Chinácota, pero tuvo que regresar el mismo año debido a la resistencia de los indígenas. Poco después, Alfonso Pérez de Tolosa, salido del Tocuyo en Venezuela, llegó hasta Salazar de Las Palmas, pasando por Cúcuta, pero también tuvo que regresar después de perder mucha gente en enfrentamientos con los nativos.
En 1549 otra tropa de españoles, comandada por Pedro de Ursúa y Ortún Velasco, tenientes de Quesada, invadieron el actual Norte de Santander y llegaron a los valles de Pamplona, donde en recuerdo de Pamplona de España fundaron la ciudad que llamaron de Nueva Pamplona, fundación que pronto atrajo numerosos pobladores por la bondad del clima y por las riquísimas minas de oro que se descubrieron en la región. De allí salieron después las expediciones que completaron la conquista del actual Norte de Santander. La primera expedición dirigida por Diego de Montes fundó en 1553 la población de Salazar, que al poco tiempo fue destruida por el cacique Cínera, o según una tradición por su hija Zulia.
En 1583 la reedificó Alonso Esteban de Rangel, bisabuelo de la fundadora de Cúcuta, en sitio más apropiado para la defensa en caso de nuevos ataques de los indios. La segunda la comandó el capitán Francisco Fernández de Contreras, quien llegó hasta las tierras de los indios Hacaritamas, y el 14 de diciembre de 1570 fundó Ocaña, en tanto que los Frailes Agustinos fundaron un convento en la actual Chinácota.

### República
En el período entre el 17 de abril de 1850 y el 18 de abril de 1855, Santander era utilizado por primera vez como nombre en un ente administrativo, el cual fue la Provincia de Santander que tenía Cúcuta por capital.
En 1857 se creó el Estado Soberano de Santander y su capital se asentó en Pamplona, la cual fue trasladada a Bucaramanga en diciembre de ese mismo año. En mayo de 1858, Colombia se denominaba Confederación Granadina y hacían parte de ella 8 estados, incluido el de Santander. En 1863 la Constitución de Rionegro cambió el nombre del país a Estados Unidos de Colombia.
Con la Constitución Política de 1886, en la época conocida como la "Regeneración", nuevamente se cambió el nombre del país y es desde esa época la nación se conoce como República de Colombia. Los entonces estados empezaron a denominarse departamentos, y estas se subdividían en provincias.
Por aquella época el territorio del actual departamento nortesantandereano aún pertenecía a Santander (por lo cual a esta región del país se le conoce como Gran Santander) y hacían parte de él las provincias de Cúcuta, Ocaña, Pamplona, Charalá, García Rovira, Guanentá, Soto, Socorro y Vélez. En 1905 el departamento fue dividido en dos y durante un tiempo, Santander tuvo a Cúcuta, Ocaña, río de Oro, Pamplona, García Rovira, Los Santos y Fortul, como provincias. 
Sin embargo una nueva división política ocurrió en 1908 y a raíz de ello existió por un corto período el departamento de Cúcuta. Nuevamente en abril de 1910 se producían cambios en la división política de Colombia; los 34 departamentos creados en 1908 fueron suprimidos y el país recobró la división política vigente en 1905, con lo cual desapareció Cúcuta como departamento y regresó a depender de Bucaramanga, hasta la expedición de la Ley 25 de julio de 1910 con la cual nació el departamento.
Con la Ley 25 del 14 de julio de 1910, la cual entró en vigor el día 20 de julio del mismo año, se dio paso al actual Norte de Santander.

### Personajes de la región
En este departamento nacieron cuatro expresidentes colombianos: Francisco de Paula Santander (Villa del Rosario), Virgilio Barco (Cúcuta), Leonardo Canal González (Pamplona) y Ramón González Valencia (Chitagá).

## Gobierno y administración
La Asamblea Departamental y el gobernador rigen los destinos del departamento. La primera institución mencionada es una corporación de elección popular, integrada por no menos de once miembros y no más de treinta y uno. Sus miembros se llaman diputados, y son elegidos cada cuatro años en calidad de servidores públicos. Actualmente cuenta con 26 miembros.
El gobernador es elegido por elección popular para un período de cuatro años. Los alcaldes de cada municipio también son elegidos popularmente. Por tradición, en Norte de Santander habían predominado el bipartidismo. Pero, especialmente en Cúcuta, esta tendencia terminó hace poco. Las elecciones legislativas de 2006 marcaron la tendencia a elegir, no solo según los partidos, sino también según los programas del candidato a la posición pública.

## Organización territorial
El departamento cuenta con 40 municipios repartidos en 6 subregiones: Oriente, Norte, Occidente, Centro, Suroccidente y Suroriente; anteriormente se encontraba dividido en las provincias de Cúcuta, Ocaña, Pamplona y Chinácota. Además comprende 199 centros poblados.

## Geografía
Con 21 648 km² es el noveno departamento menos extenso —por delante de La Guajira, Huila, Sucre, Caldas, Risaralda, Atlántico, Quindío y San Andrés y Providencia, el menos extenso—.
Tiene 40 municipios agrupados en 6 subregiones, 2 provincias y un área metropolitana.

### Límites
Norte de Santander está delimitado por Venezuela al norte y este y el resto por departamentos vecinos:
| Noroeste: Cesar (Serranía de los Motilones) | Norte: Venezuela ( Estado Zulia) (Río de Oro) | Nordeste: Venezuela ( Estado Zulia)                                  |
| Oeste: Cesar                                |                                               | Este: Venezuela ( Estado Táchira) (Ríos Grita, Pamplonita y Táchira) |
| Suroeste: Santander                         | Sur: Santander (Páramo de Santurban)          | Sureste: Boyacá (Río Orozco) y Venezuela ( Estado Apure) (Río Oirá)  |

### Fisiografía

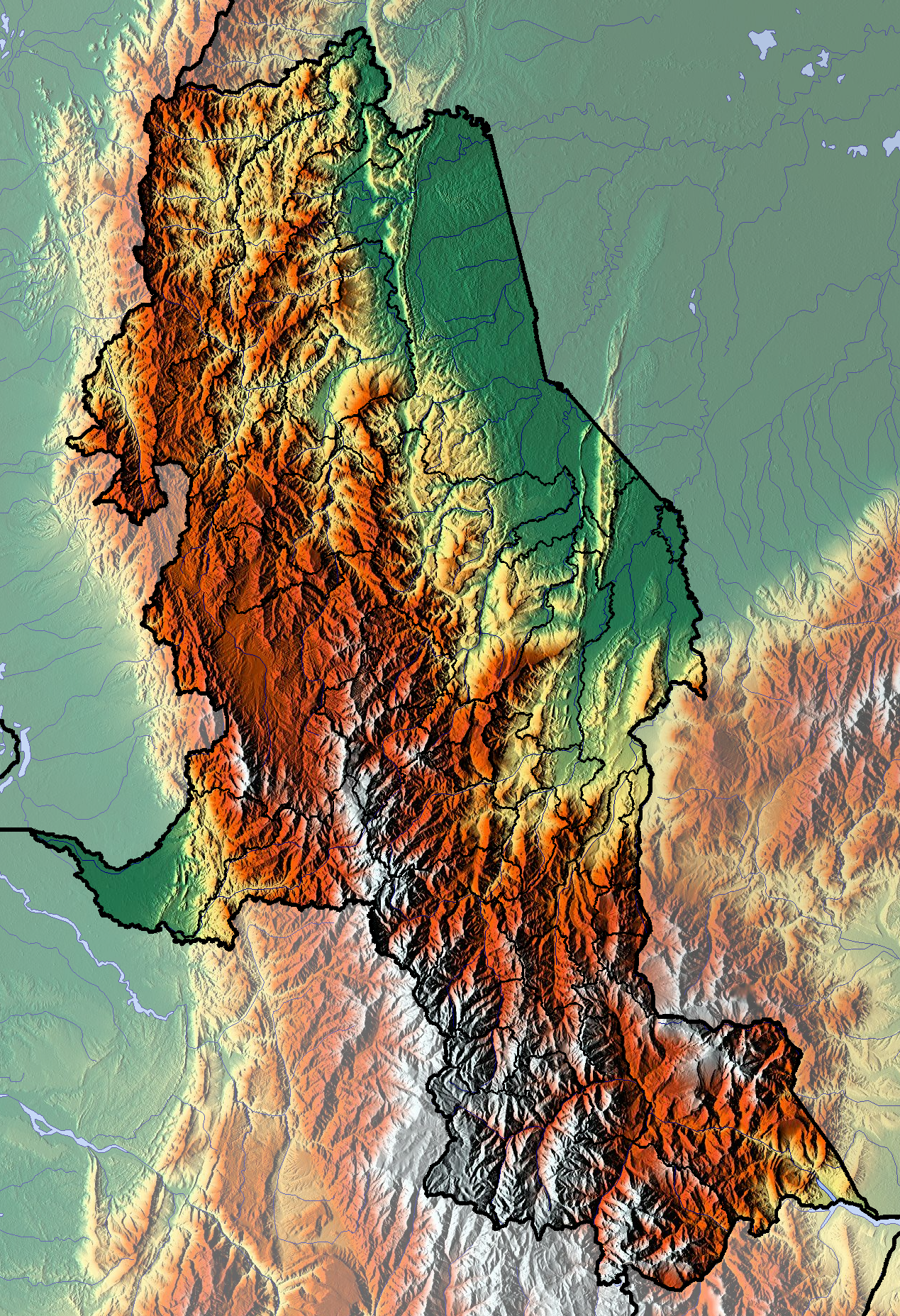
Mapa físico de Norte de Santander.

Es de geografía variada y está compuesta por serranías, páramos, mesetas, llanuras y cerros, con municipios de alturas muy variadas, esto lo hace inmensamente rico en paisajes y climas. A lo largo de su territorio lo recorren por ríos y lagunas.
Está ubicado en la región nororiental de Colombia sobre la Cordillera Oriental. Limita al norte y el oriente con la Venezuela, al sur con los departamentos de Boyacá y Santander, departamento con el que también limita al occidente, así como con el Cesar.
Tiene tres regiones naturales: la parte más quebrada está representada por la Cordillera Oriental, se inicia en el sitio conocido como nudo de Santurbán y páramo del Almorzadero, y luego se convierte en la serranía de los Motilones. Por su parte, las llanuras del río Catatumbo y del río Zulia se ubican al noroeste y al sur está el valle del río Magdalena.
El sector de influencia del río Catatumbo tiene temperaturas promedio de 24 º centígrados con climas cálidos y húmedos, mientras que en la zona de Cúcuta, varía de seco a muy seco; y en el área montañosa, se presenta gran variedad de climas que van desde los templados hasta los muy fríos, inclusive inferiores a los 8 °C.
Un rico sistema hidrográfico recorre el departamento con tres cuencas de gran importancia: al norte la del río Catatumbo, al oeste la del Magdalena y al suroeste, la del Orinoco.

### Hidrografía
Cuenta con varios ríos, los más importantes de ellos son el Catatumbo y Pamplonita. Ninguno de ellos presenta problemas de contaminación. La entidad encargada de cuidar estos recursos es Corponor.

### Clima
El clima es cálido debido tanto a su diverso y complicado relieve como a la considerable pequeñez del territorio. Adicionalmente, el departamento está hoy en día experimentando, en 2002, y tal como sucede en el resto del mundo, cambios muy profundos en sus condiciones climáticas debido al impresionante fenómeno del calentamiento global.
La zona nortal (compuesta por el área metropolitana de Cúcuta y otros municipios) es caliente, su temperatura promedio es de 28 °C, mientras que en los páramos y los altos de las cordilleras las temperaturas son muy bajas.

### Parques naturales
- Área natural única Los Estoraques
- Parque nacional natural Catatumbo Barí
- Parque nacional natural Tamá

Parques naturales regionales
- Parque natural regional Sisavita
- Parque natural regional Santurbán-Salazar de las Palmas

## Demografía
Los municipios más poblados del departamento para 2025 son:
| Evolución de la población del departamento de Norte de Santander (1912-2025) |
|                                                                              |
| Población según censo. Población según proyección.Fuente: Statoids. DANE.    |

La ciudad de Cúcuta es la que aporta mayor población. Después están Ocaña y Villa Del Rosario, aportando estos municipios aproximadamente el 60% de la población del departamento. A ellos les siguen los municipios de Los Patios y Tibú.
Los municipios que rodean las anteriores ciudades y que conforman el área metropolitana de Cúcuta, la provincia de Ocaña y la provincia de Pamplona tienen el 92 % de la población del departamento.

### Etnografía
- Mestizos & blancos (98,28%)
- Negros o Afrocolombianos (1,25%)
- Amerindios o Indígenas (0,60%)
- Gitanos (0,02%)

### Estadísticas de Vivienda
- Tipo de Vivienda: En el departamento los ciudadanos prefieren vivir en casas (89,8%), luego en apartamentos (6,0%) y por último en habitaciones (4,2%)
- Hogares con actividad económica: Es importante aclarar que esto no se refiere al desempleo. En su lugar quiere decir los hogare que tienen en su interior una empresa. Este tipo de empresas son conocidas como "empresas familiares" o "Fami-Pymes", y entre las más populares están las panaderías, tiendas y similares.
- Personas viviendo en el exterior: La gran mayoría de los nortesantandereanos que viven en el exterior lo hacen en Venezuela -debido a su condición fronteriza con esa nación-, en Estados Unidos y en España.

| Demografía de Norte de Santander |                             |                                  |
|                                  |                             |                                  |
| Tipo de vivienda                 | Actividad económica hogares | Personas viviendo en el exterior |

### Inmigración
El más reciente censo general de la nación, realizado por el Departamento Administrativo Nacional de Estadística de Colombia (DANE), presenta los siguientes resultados acerca del país de nacimiento de los habitantes del departamento de Norte de Santander:
| N.º        | País           | Población |
| ---------- | -------------- | --------- |
| 1          | Venezuela      | 197 979   |
| 2          | Ecuador        | 180       |
| 3          | Estados Unidos | 160       |
| 4          | España         | 116       |
| 5          | Perú           | 94        |
| 6          | Cuba           | 62        |
| 7          | Brasil         | 56        |
| 8          | Italia         | 52        |
| 9          | México         | 44        |
| 10         | Argentina      | 32        |
| No informa | No informa     | 655       |
| Otros      | Otros          | 404       |
| Total      | Total          | 199 834   |

## Economía
La economía del departamento es la duodécima quinta más grande del país se soporta entre sectores de rurales, producción de hidrocarburos, servicios comerciales, bancarios y de transportes.
La explotación de sus recursos naturales como el carbón (una parte de la explotación de carbón en el departamento es hecha de manera ilegal) y petróleo (entre otros) es eje principal y la exportación se dirige a países vecinos como Venezuela y Ecuador.
La agricultura es base de la economía con productos como el algodón, el arroz, el tabaco, el cacao, la caña de azúcar, el café y el trigo. Según el Cómite Departamental de Cafeteros, el 90% del café cultivado en Norte de Santander es de especialidad, es decir de alta calidad, habiendo cultivos del mismo en 36 de los 40 municipios del departamento, sumando más de 23 mil hectáreas cultivadas.
Una de la mayores ganancias la constituye la explotación de petróleo en Tibú. La región del Catatumbo, en el norte del departamento, es conocida por los cultivos ilícitos de hoja de coca, materia prima para la fabricación de cocaína, lo que ocasiona sea una zona de conflicto entre la fuerza pública que busca su erradicación y los grupos al margen de la ley, quienes buscan el control de su producción.
La minería del departamento (a excepción de la extracción petrolera), está poco desarrollada pese a la riqueza que posee en oro, cobre, hierro, uranio, plata, aluminio y otros. Se destacan las industrias de construcción, calzado, textiles, alimentos y bebidas.
La ciudad de Cúcuta es zona franca e industrial, lo cual le ha dado un especial impulso al turismo y al comercio en general. Las industrias más desarrolladas son aquellas relacionadas con la construcción, específicamente las que producen cemento, ladrillos, arcilla y cerámica. La ciudad es un distrito minero, por lo que esta actividad ocupa un lugar privilegiado en la economía. Las características físicas de los minerales, especialmente del carbón (con niveles bajos en azufre y humedad), lo hacen atractivo en el mercado. También son importantes las industrias de textiles, calzado, marroquinería y la agrícola, relacionadas especialmente con el café, el arroz y los productos lácteos.
La divisa oficial en Colombia es el peso y por ende es la de circulación oficial; sin embargo y debido a su proximidad con Venezuela el bolívar es aceptado por la gran mayoría de establecimientos comerciales. Debido a la crisis economía en la vecina Venezuela, el país se dolariza a pasos y Cúcuta es el centro de abastos de la frontera llegando gran cantidad de dólares. El 47.6% de la población del departamento reside en la ciudad de Cúcuta, capital y principal centro económico, social y político del departamento.
La provincia de Ocaña es un gran productor en sectores avícola y agrícola, además se destaca en productos tales como: caña, aguacate, café, cacao, cebolla roja, piña, tomate chonto, pimentón, pepino, frijol rojo o Zaragoza, ajito pito, yuca,  caña, panela, frutas y verduras, las subregiones centro y norte se destaca en la producción de palma africana, café y cacao, la subregión suroccidental es un gran productor de tomate chonto, papa, fresa, ajo, trigo, morón, maíz, fríjol, arveja, zanahoria, por último la región suroriental tiene una gran producción en caña, café, plátano y hortalizas.
La Provincia de Pamplona gira su economía en torno a la Universidad de Pamplona y al turismo religioso e histórico, por ser sede de la arquidiócesis de Nueva Pamplona y por haber sido la ciudad (en tiempos de la colonia) desde donde partieron las expediciones con las se fundaron importaciones ciudades en la región de los Andes, tanto en Colombia como en Venezuela.

## Transporte
En el departamento se encuentran dos aeropuertos activos el aeropuerto Aguas Claras en Ocaña de carácter nacional y el Aeropuerto Internacional Camilo Daza en Cúcuta que además de destinos nacionales, dispone de autorización como carácter internacional, teniendo de igual manera varios aeropuerto de carácter regional.

## Cultura

### Gastronomía
La comida de Norte de Santander es tan original y agradable como sus habitantes. Los platos de la región son sencillos de preparar y satisfacen el paladar de sus habitantes.
Entre los platos típicos que se ofrecen en el departamento, se destaca el mute, plato regional por excelencia, las hayacas, de forma alargada y rectangular, el cabrito, que se consume asado o cocido, los pasteles de garbanzo, que son una especie de empanadas y los envueltos de maíz. También son famosos entre los visitantes, el rampuche y el panche.
Dentro de la gama de dulces famosos de la región, se destaca el cortado de leche de cabra, elaborado con leche de cabra, azúcar y panela; el arrastrado, las toronjas, elaboradas con cáscara de la fruta almibarada y las panelitas de leche de cabra, entre otros.

### Símbolos
El himno del departamento fue oficializado el 22 de octubre de 1932. Su letra fue escrita por Teodoro Gutiérrez Calderón y la música estuvo a cargo del Maestro José Rozo Contreras.
Mediante ordenanza número 8 del 27 de noviembre de 1978, se creó, como emblema del departamento, la Bandera de Norte de Santander. La misma ordenanza especificaba que la bandera tendría las mismas proporciones que la Bandera de la República de Colombia y estaría compuesta por dos franjas horizontales de igual anchura; la superior de color rojo y la inferior negra con cuatro estrellas de color amarillo ubicadas así: una sobre el color rojo, otra sobre el color negro y las dos restantes sobre la línea divisoria de los colores, cada una representando una de las provincias que componían el departamento (Cúcuta, Pamplona, Ocaña y Chinácota).
También en la Ordenanza n.º 8 del 27 de noviembre de 1978, se incluía en su Artículo Primero la creación del Escudo de Armas y sello del departamento de Norte de Santander. El escudo sería el mismo que había aprobado el Congreso Constituyente de la Villa del Rosario de Cúcuta, para la Gran Colombia en 1871, con una leyenda que diría departamento Norte de Santander.